# روزی که حسنی مرد شد
روزی که حسنی مرد شد فیلمی به کارگردانی کوروش دالوند، کیانوش دالوند و نویسندگی کیانوش دالوند، کوروش برزگر ساختهٔ سال ۱۳۸۳ است.

## بازیگران
| بازیگر             | نقش       |
| ------------------ | --------- |
| سینا شیخ الاسلامی  | حسنی      |
| محمد ایران بروجردی | جادوگر    |
| راشین امیدعلی      | مادر      |
| منصور کریمی        | جعفر آقا  |
| حجت اله سوکی       | مش صادق   |
| ثریا دوستی         | خاله مینا |
| حیدر رضاجویی       | غول       |